# Drahov
Drahov är en ort i Tjeckien.   Den ligger i regionen Södra Böhmen, i den centrala delen av landet, 100 km söder om huvudstaden Prag. Drahov ligger 432 meter över havet och antalet invånare är 168.
Terrängen runt Drahov är platt. Runt Drahov är det ganska glesbefolkat, med 28 invånare per kvadratkilometer. Närmaste större samhälle är Jindřichův Hradec, 18,4 km öster om Drahov. Omgivningarna runt Drahov är en mosaik av jordbruksmark och naturlig växtlighet.